# Christian Flensted
Christian Flensted var en dansk formgivare och företagare. Han var son till en förläggare, som bland annat gav ut H.C. Andersens  sagor. Han utbildade sig till förlagsredaktör och arbetade sedan som reklamagent. 
Christian Flensted gjorde 1953 en traditionell dansk mobil med två halmstrån och tråd med tre storkar i papper till sin dotter Mette vid hennes dop 1953. Detta blev utgångspunkten för ett företag som han grundade 1954 och drev med sin fru Grethe (1922–2014). Flensted Mobiler har sedan dess formgett, organiserat hemtillverkning av och sålt mobiler, sedan 1956 lokaliserat på Fyn i Danmark, från 1972 strax öster om Brenderup. Christian Flenstad kallade sig en "uromager" efter danskans äldre ord "uro" för mobil.
Christian Flensted utvecklade mobilmodeller och ledde företaget tillsammans med sin fru till 1982, då sonen Ole Flensted och dennes fru Aase tog över ledningen. Han fortsatte därefter som formgivare av mobiler för företaget.
Paret Flensted hade tre barn.